# Nemška Loka
Nemška Loka este o localitate din comuna Kočevje, Slovenia, cu o populație de 42 de locuitori.